# Marjorie Courtenay-Latimerová
Marjorie Eileen Doris Courtenay-Latimerová (24. února 1907 - 17. května 2004) byla jihoafrická muzejní pracovnice, která v roce 1938 upozornila svět na existenci latimérie, ryby považované za vyhynulou již 65 milionů let.

## Osobní život
Courtenay-Latimerová se narodila v East London v Jihoafrické republice. Byla dcerou přednosty stanice Jihoafrických železnic. Narodila se o dva měsíce předčasně a celé dětství byla nemocná, jednou málem zemřela v důsledku infekce záškrtem. Navzdory své slabosti byla od mládí nadšenou přírodovědkyní a ráda se pohybovala v přírodě. Když navštívila svou babičku na pobřeží, fascinoval ji maják na Ptačím ostrově (Algoa Bay). V jedenácti letech se rozhodla, že se stane ornitoložkou.
Po škole se vyučila zdravotní sestrou v King William's Town, ale těsně před dokončením kurzu byla upozorněna na volné místo v nedávno otevřeném East London Museum ve Východním Kapsku. Přestože nikdy neabsolvovala žádné formální vzdělání, zapůsobila při svých pohovorech rozsahem jihoafrických přírodovědných znalostí a v srpnu 1931 byla ve svých čtyřiadvaceti letech přijata.
Courtenay-Latimerová strávila zbytek své kariéry v muzeu, nejprve odešla na farmu v Tsitsikammě, dnešním národním parku, kde napsala knihu o květinách, a poté se vrátila zpět do East London.
Nikdy se neprovdala, protože „láska jejího života“ zemřela v jejích dvaceti letech.

## Latimérie
Pilně pracovala na sběru kamenů, peří, mušlí a dalších předmětů pro své muzeum a svou touhu vidět neobvyklé exempláře dávala najevo i rybářům.

22. prosince 1938 obdržela telefonát, že byla přivezena zvláštní ryba. Vydala se do doků, aby si prohlédla úlovek kapitána Hendrika Goosena. „Odhrnovala jsem vrstvy slizu, abych odhalila nejkrásnější rybu, jakou jsem kdy viděla,“ řekla. „Byla pět stop (150 cm) dlouhá, světle fialově modrá se slabými skvrnkami bělavých skvrn; po celém těle měla opalizující stříbřitě modrozelený lesk. Byla pokrytá tvrdými šupinami, měla čtyři ploutve podobné končetinám a podivný štěněčí ocas.“
Taxíkem rybu odvezla do muzea a neúspěšně se ji snažila najít v knihách. Courtenay-Latimerová toužila rybu uchovat a protože neměla v muzeu žádné zázemí, odvezla ji do márnice, která jí však odmítla pomoci. Pokusila se kontaktovat J. L. B. Smithe, svého přítele, který vyučoval na Rhodéské univerzitě, aby jí pomohl s identifikací, ale nezastihla ho. Courtenay-Latimerová rybu neochotně poslala preparátoru, aby ji stáhl z kůže a vykuchal.

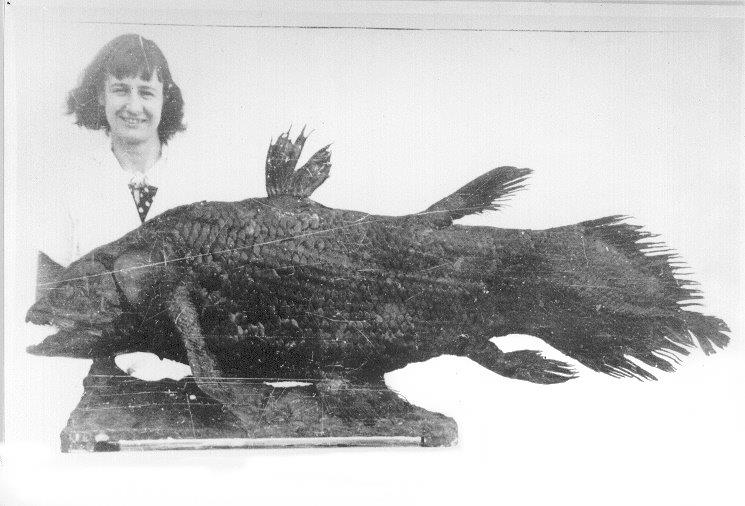
Marjorie Courtenay-Latimerová a latimérie po jejím objevení.

Když Smith 16. února 1939 konečně dorazil, okamžitě poznal, že se jedná o lalokoploutvou rybu. „Nebyl tu ani stín pochybnosti“ řekl. „Mohl to být jeden z těch tvorů, kteří po 200 milionech let znovu ožili.“ Smith jí dal vědecké jméno Latimeria chalumnae podle své přítelkyně a podle řeky Chalumna, ve které byla nalezena. Trvalo čtrnáct let, než byla objevena další.

## Dílo
- Gray's Beaked Whale, Mesoplodon Grayi. Annals of the Cape Provincial Museums Vol.3 1963.